# Översvämningsbarriär

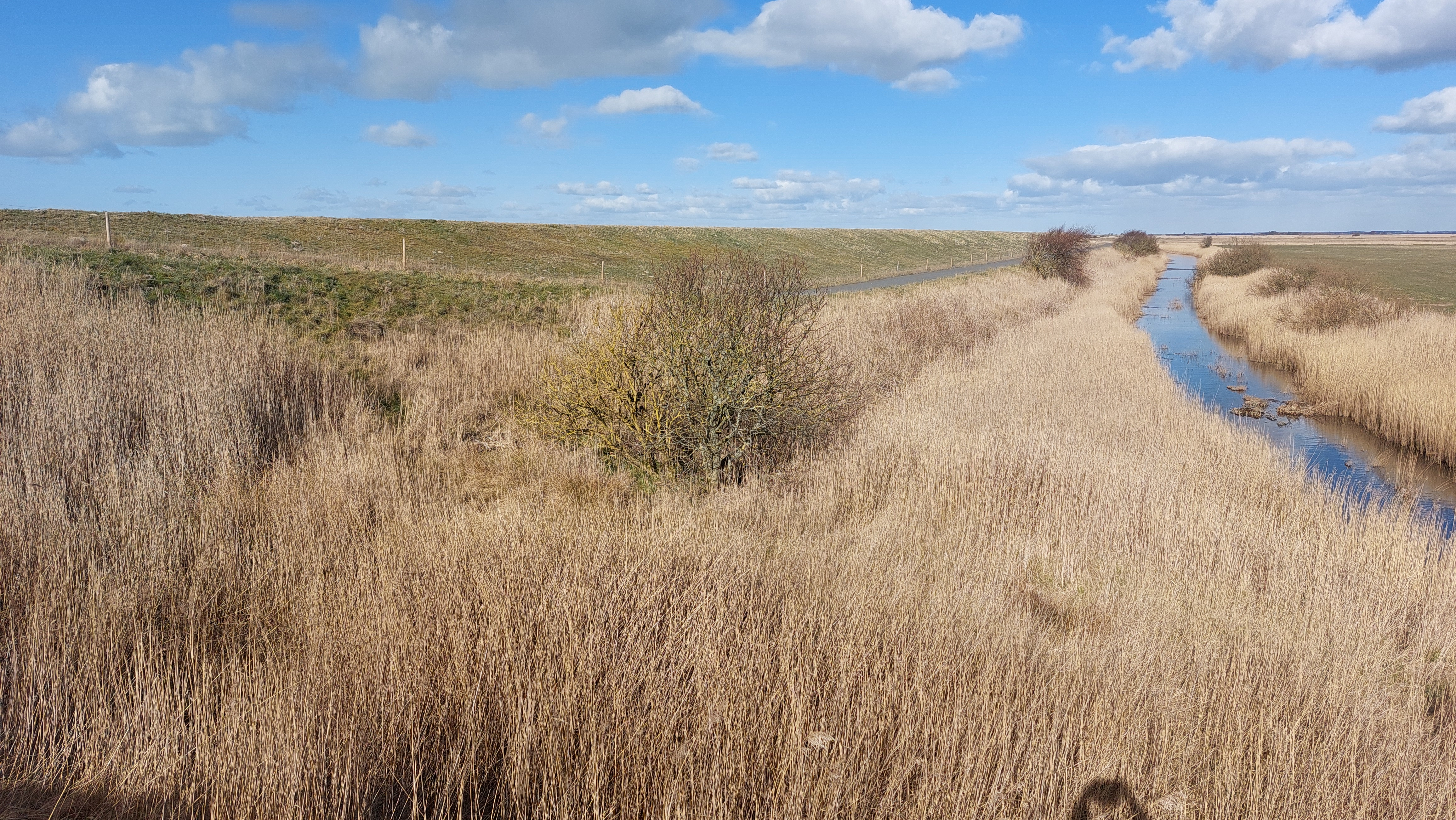
Ribediget

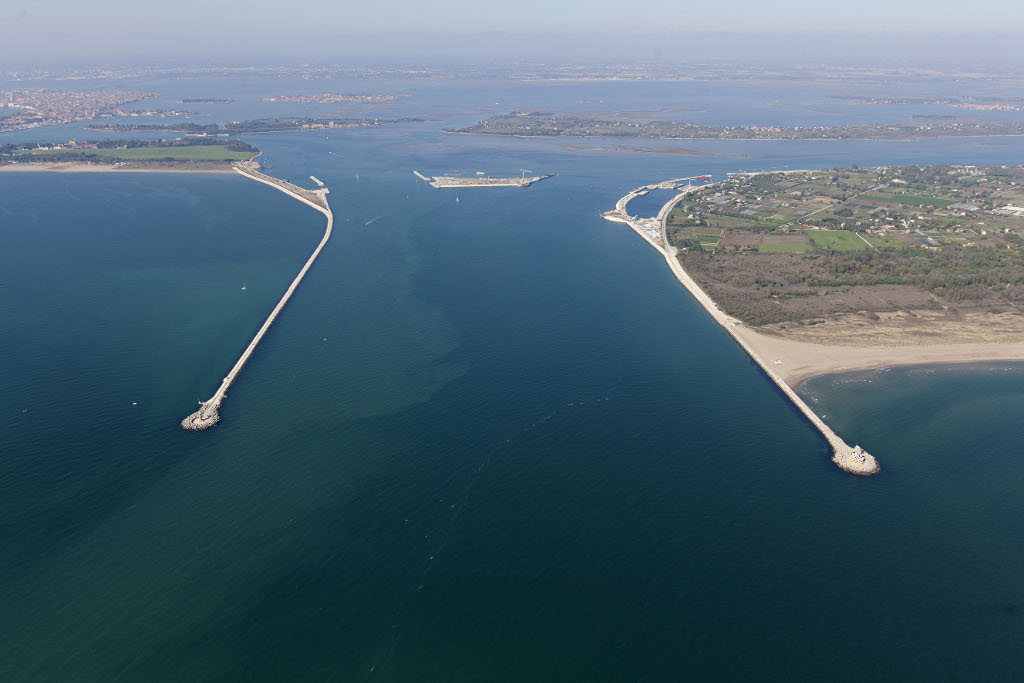
MOSE-projektet

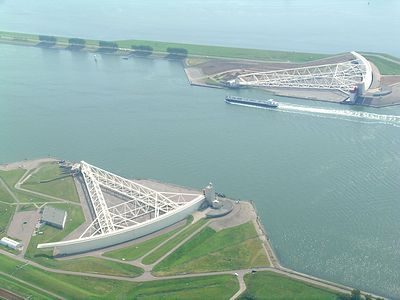
Maeslantkering

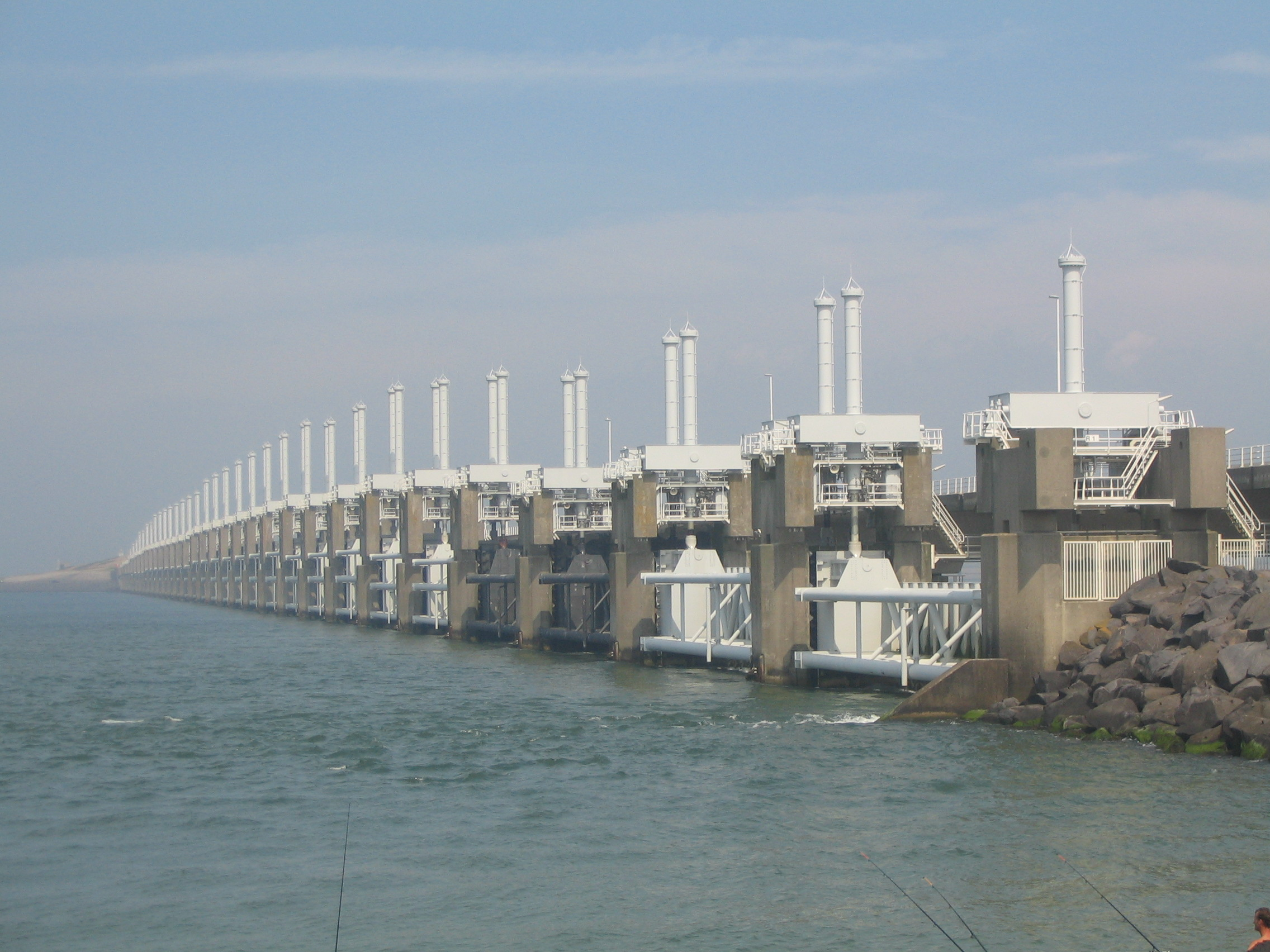
Oosterscheldekering

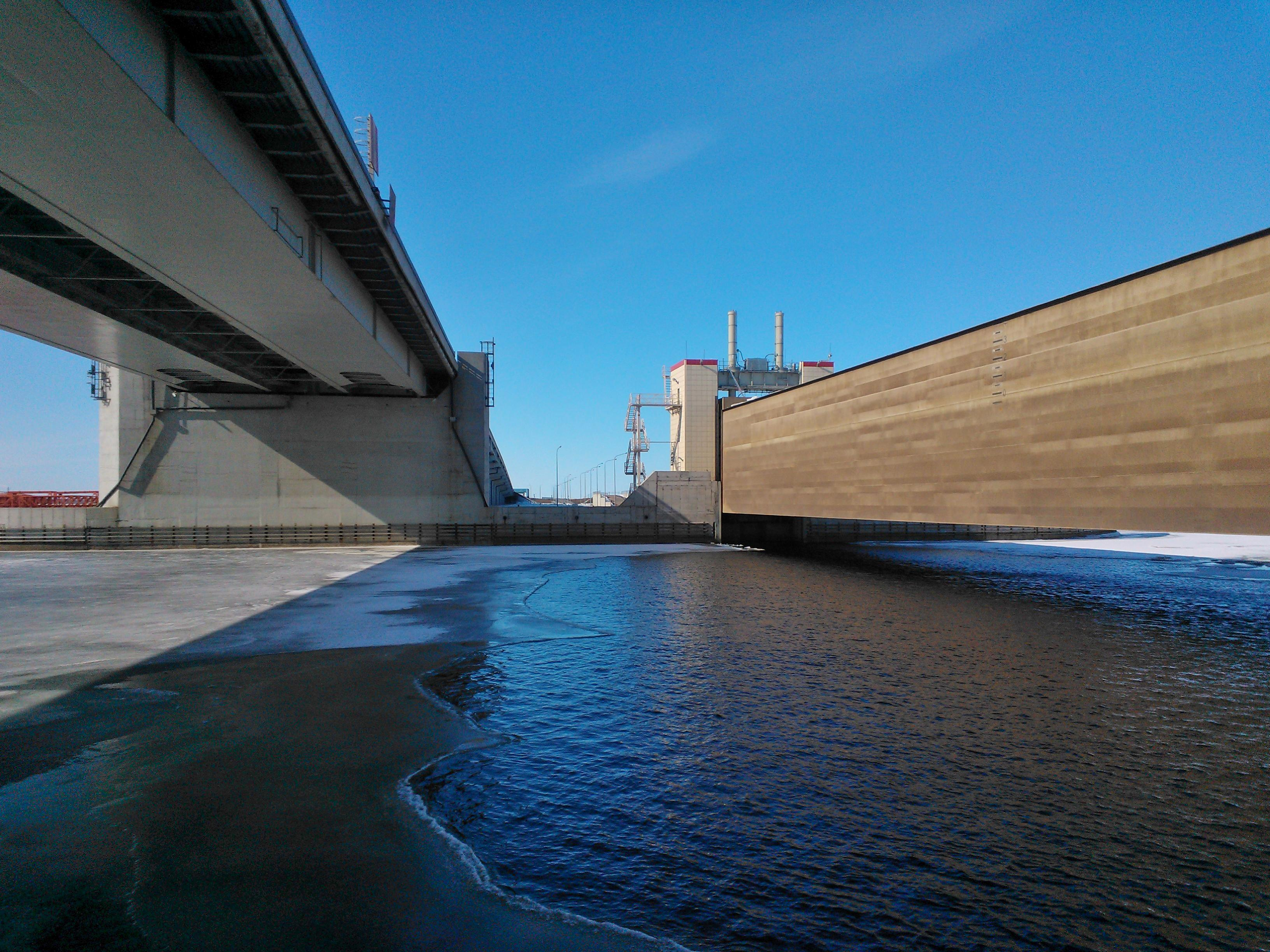
Sankt Petersburgdammen

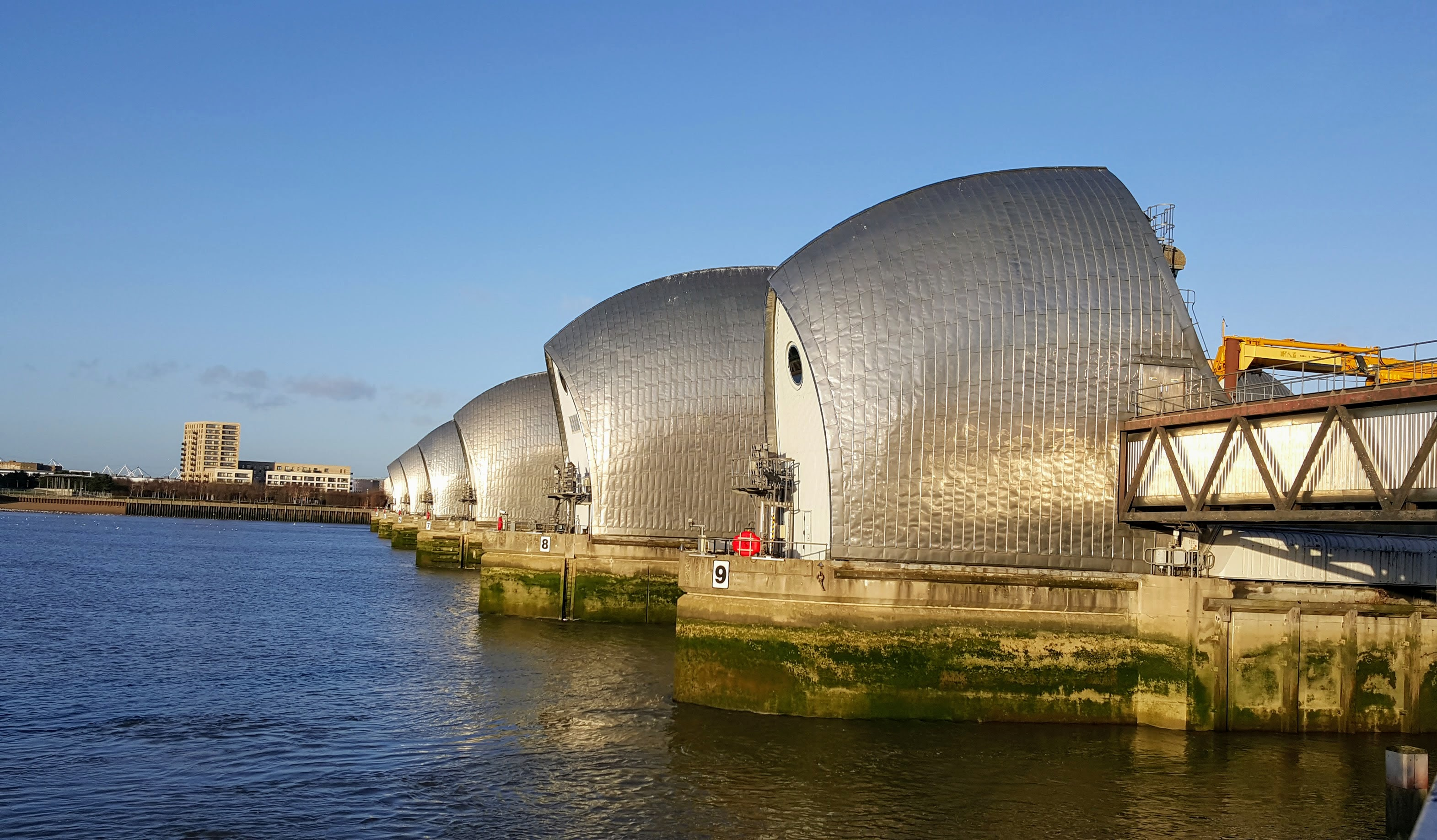
Thames Barrier

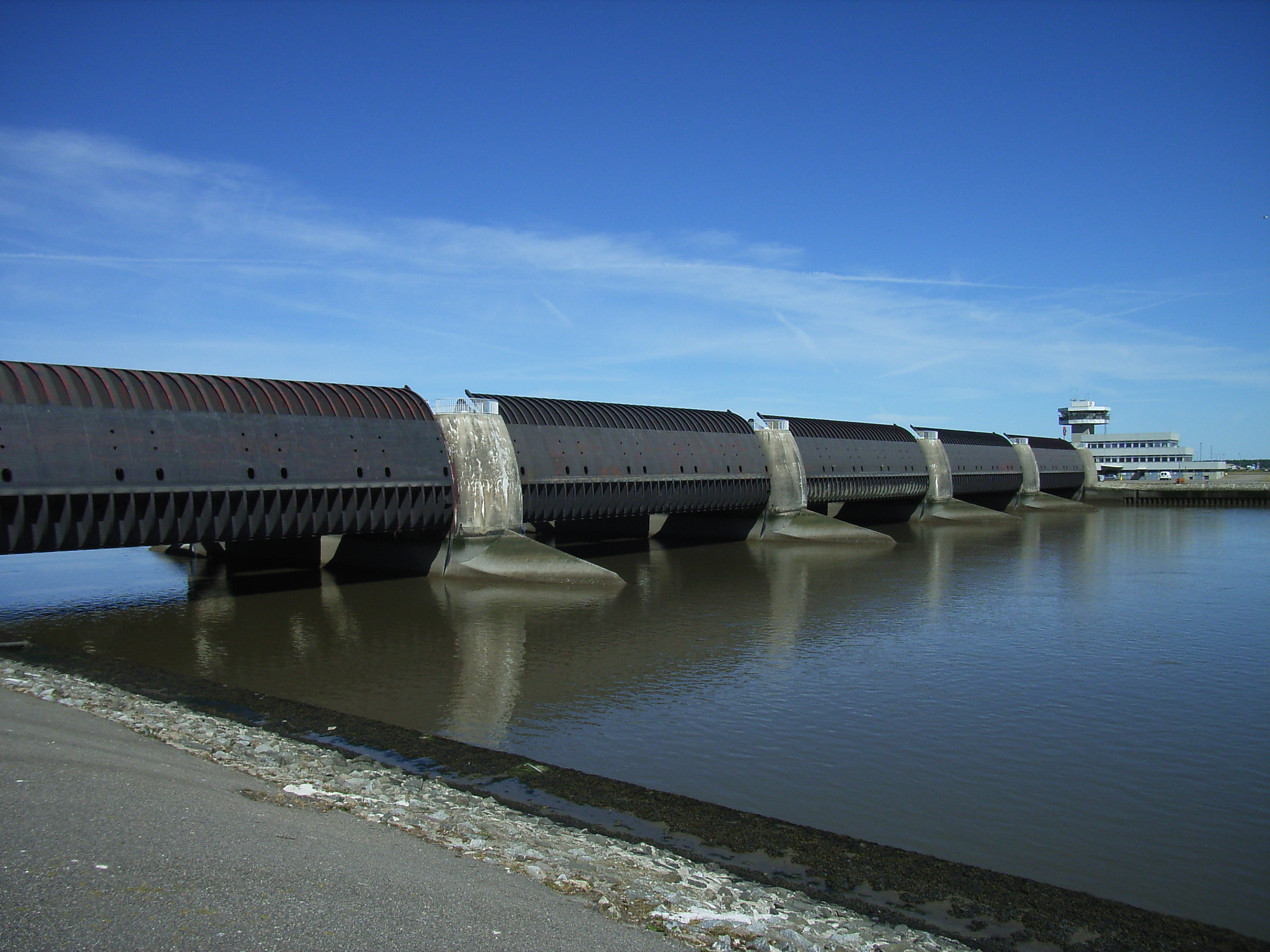
Eiderfördämningen

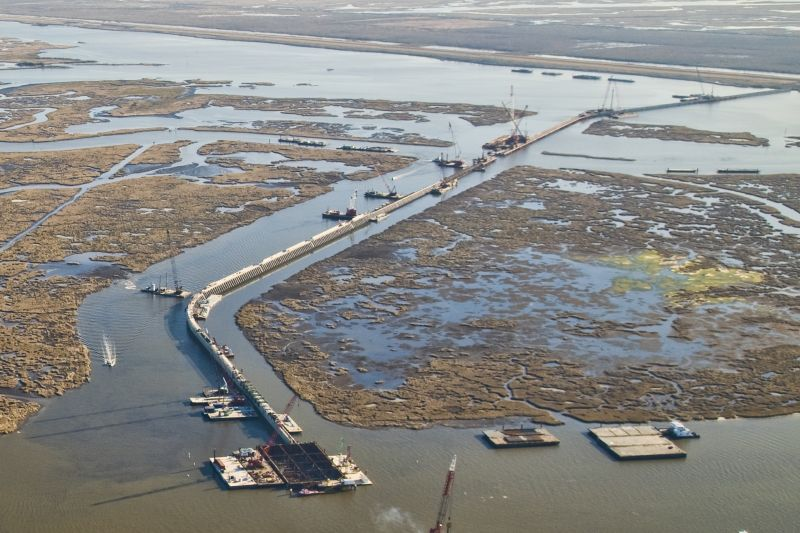
IHNC Lake Borgne Surge Barrier

En översvämningsbarriär är en stationär byggnadskonstruktion med syfte att skydda ett område och dess infrastruktur ovan eller nedom barriären från översvämning vid ökade vattenflöden.

## Konstruktionen
En översvämningsbarriär är en typ av stationär vall som hindrar havsvatten genom rörliga portar (i motsats till ett överfallsvärn, som är placerad på en dammbyggnad i en flods lopp) att strömma inåt land. Portarna aktiveras endast vid risk för översvämning, till exempel vid en stormflod. Vid normala vattenstånd är portarna öppna utan påverkan på vattenföring eller tidvatten.
En översvämningsbarriär är vanligen placerad vid en flodmynning, kanal, bukt eller vik.

## Översvämningsbarriärer i urval

### Danmark
- Ribediget, regionen Syddanmark

### Italien
- MOSE-projektet, regionen Veneto

### Nederländerna
- Maeslantkering, provinsen Zuid-Holland (del i Deltawerken)
- Oosterscheldekering, provinsen Zeeland (del i Deltawerken)
- Stormvloedkering Hollandse IJssel, provinsen Zuid-Holland (del i Deltawerken)

### Ryssland
- Sankt Petersburgdammen, federationssubjekt Sankt Petersburg

### Storbritannien
- Thames Barrier, regionen Storlondon

### Tyskland
- Eiderfördämningen, förbundslandet Schleswig-Holstein

### USA
- IHNC Lake Borgne Surge Barrier, delstaten Louisiana